# The Gospel Collection
Albums de George Jones
The Rock: Stone Cold Country 2001
(2001) 50 Years of Hits
(2004)
The Gospel Collection est un double album de l'artiste américain de musique country George Jones. Cet album est sorti le 4 avril 2003 sur le label Bandit Records. Il s'agit du premier album produit pour lui par Billy Sherrill, alors à la retraite, depuis de nombreuses années.

## Liste des pistes

### CD 1
| No  | Titre                                         | Auteur | Durée |
| --- | --------------------------------------------- | ------ | ----- |
| 1.  | Amazing Grace                                 |        | 3:23  |
| 2.  | It Is No Secret                               |        | 3:12  |
| 3.  | Just a Little Talk with Jesus                 |        | 2:11  |
| 4.  | Where We'll Never Grow Old                    |        | 3:19  |
| 5.  | Swing Low, Sweet Chariot                      |        | 2:50  |
| 6.  | Why Me Lord?                                  |        | 2:58  |
| 7.  | I'll Fly Away                                 |        | 3:00  |
| 8.  | Precious Memories                             |        | 4:16  |
| 9.  | Just a Closer Walk with Thee                  |        | 3:01  |
| 10. | In the Garden                                 |        | 3:28  |
| 11. | Lonesome Valley                               |        | 3:39  |
| 12. | When Mama Sang (The Angels Stopped to Listen) |        | 3:32  |

### CD 2
| No  | Titre                                | Auteur | Durée |
| --- | ------------------------------------ | ------ | ----- |
| 1.  | Peace in the Valley                  |        | 3:26  |
| 2.  | What a Friend We Have in Jesus       |        | 4:13  |
| 3.  | Softly and Tenderly                  |        | 3:08  |
| 4.  | Lily of the Valley                   |        | 2:35  |
| 5.  | The Old Rugged Cross                 |        | 3:13  |
| 6.  | Leaning on the Everlasting Arms      |        | 3:04  |
| 7.  | Family Bible                         |        | 3:33  |
| 8.  | Mansion Over the Hilltop             |        | 3:34  |
| 9.  | If I Could Hear My Mother Pray Again |        | 3:19  |
| 10. | How Beautiful Heaven Must Be         |        | 3:21  |
| 11. | Jesus Hold My Hand                   |        | 3:31  |
| 12. | I Know a Man Who Can                 |        | 4:02  |

## Positions dans les charts

### Album
| Chart (2003)                        | Positions |
| ----------------------------------- | --------- |
| U.S. Billboard Top Christian Albums | 3         |
| U.S. Billboard Top Country Albums   | 19        |
| U.S. Billboard 200                  | 131       |